# Victor Motschulsky
Victor Ivanovich Motschulsky (a veces escrito Victor von Motschulsky, en ruso: Виктор Иванович Мочульский, San Petersburgo, 11 de abril de 1810-Simferópol o Moscú, 5 de junio de 1871) fue un entomólogo y oficial militar ruso dedicado principalmente a la descripción de escarabajos.
Motschulsky fue coronel del Ejército Imperial y realizó numerosos viajes al extranjero. Estudió y describió coleópteros de América, Europa, Asia y África. Aunque tendía a ignorar los trabajos anteriores y su propia labor de clasificación era de escasa calidad, Motschulsky realizó una enorme contribución a la entomología, explorando regiones hasta entonces inexploradas, a menudo en terrenos difíciles. Descubrió decenas de géneros y especies de insectos, de los que una elevada proporción siguen siendo válidos.

## Biografía
Provenía de una familia de militares. Se graduó en la Escuela de Ingeniería Nikolaev. Participó en la represión del levantamiento de noviembre.
Integró la Sociedad Imperial de Naturalistas de Moscú. Compartía los resultados de sus investigaciones en las publicaciones de la Academia de Ciencias de Rusia.
Fue autor de resúmenes sobre escarabajos y plagas agrícolas. Su colección de insectos recogidos en Siberia, Egipto, Norteamérica y Centroamérica forma parte de los fondos del Zoológico de Moscú, el Museo de Zoología de San Petersburgo, el Instituto Germano de Entomología y el Humboldt Forum.

## Viajes
Los viajes de Motschulsky incluyeron:
- 1836: Francia, Suiza y los Alpes, norte de Italia y Austria
- 1839-1840: Cáucaso ruso, Astracán, Kazán y Siberia
- 1847: Kirguistán
- 1850-1851: Alemania, Austria, Egipto, India, Francia, Inglaterra, Bélgica y Dalmacia
- 1853: Estados Unidos, Panamá, regreso a San Petersburgo vía Hamburgo, Kiel y Copenhague
- 1853: Alemania, Suiza y Austria